# Episodi di Banacek (prima stagione)
La prima stagione della serie televisiva Banacek, composta da 8 episodi (più l'episodio pilota trasmesso il 20 marzo 1972) è stata trasmessa sul canale statunitense NBC dal 13 settembre 1972 al 7 febbraio 1973. In Italia è stata trasmessa su Italia 1 nel 1986.
| n° | Titolo originale                    | Titolo italiano                             | Prima TV USA      | Prima TV Italia |
| -- | ----------------------------------- | ------------------------------------------- | ----------------- | --------------- |
| 0  | Banacek: Detour to Nowhere          | Banacek: deviazione verso il nulla          | 20 marzo 1972     | 1986            |
| 1  | Let's Hear It for a Living Legend   | Ascoltiamolo per una leggenda vivente       | 13 settembre 1972 | 1986            |
| 2  | Project Phoenix                     | Progetto Phoenix                            | 20 settembre 1972 | 1986            |
| 3  | No Sign of the Cross                | Nessun segno della croce                    | 11 ottobre 1972   | 1986            |
| 4  | A Million the Hard Way              | Un milione nel modo più difficile           | 1º novembre 1972  | 1986            |
| 5  | To Steal a King                     | Per rubare un re                            | 15 novembre 1972  | 1986            |
| 6  | Ten Thousand Dollars a Page         | Diecimila dollari a pagina                  | 10 gennaio 1973   | 1986            |
| 7  | The Greatest Collection of Them All | La più grande collezione che esista         | 24 gennaio 1973   | 1986            |
| 8  | The Two Million Clams of Cap'n Jack | Due milione di vongole per il capitano Jack | 7 febbraio 1973   | 1986            |

## Banacek: deviazione verso il nulla
- Titolo originale: Banacek: Detour to Nowhere
- Diretto da: Jack Smight
- Scritto da: Anthony Wilson

### Trama
Banacek si ritrova contro un suo vecchio avversario nonché un investigatore di assicurazioni aziendali, quando un camion blindato scomparso con 1.600.000 dollari di lingotti d'oro scompare senza lasciare traccia mentre era sotto scorta della polizia dal Texas all'Oklahoma.

## Ascoltiamolo per una leggenda vivente
- Titolo originale: Let's Hear It for a Living Legend
- Diretto da: Jack Smight
- Scritto da: Del Reisman

### Trama
Durante una partita di calcio televisiva, una star del calcio statunitense scompare misteriosamente, e Banacek, vedendo la partita in TV, esamina presto questo curioso atto di sparizione. Anche se arriva una richiesta di riscatto che chiede due milioni di dollari per il suo rilascio, Banacek sospetta che un promotore abbia messo a segno un'altra folle trovata pubblicitaria per la quale è cosi famoso.

## Progetto Phoenix
- Titolo originale: Project Phoenix
- Diretto da: Richard T. Heffron
- Scritto da: David Moessinger

### Trama
Banacek riceve la chiamata quando una nuova macchina rivoluzionaria - la Phoenix scompare da un treno diretto a Boston e il rivale investigativo tenta di batterlo sul tempo per risolvere il caso.

## Nessun segno della croce
- Titolo originale: No Sign of the Cross
- Diretto da: Daryl Duke
- Scritto da_ Robert Presnell Jr. e Howard Browne

### Trama
Banacek è sulle tracce di una croce d'oro tempestata di gioielli, donata da un vecchio boss mafioso, che scompare in transito dal Messico a una parrocchia di Los Angeles.

## Un milione nel modo più difficile
- Titolo originale: A Million the Hard Way
- Diretto da: Bernard L. Kowalski
- Scritto da: Stanley Ralph Ross

### Trama
Un milione di dollari in contanti si trova davanti ad una cupola di vetro in un casinò affollato, ma grazie ad una distrazione delle guardie il denaro sparisce. Banacek indaga.

## Per rubare un re
- Titolo originale: To Steal a King
- Diretto da: Lou Antonio
- Scritto da: Stephen Kandel

### Trama
Banacek indaga sul furto delle monete preziose che appartengono ad un re avvenuta mentre i proprietari dormono in una suite d'albergo, arrivando per capire come il caveau impossibile da aprire sia stato violato così facilmente senza lasciare un segno.

## Diecimila dollari a testa
- Titolo originale: Ten Thousand Dollars a Page
- Diretto da: Richard T. Heffron
- Scritto da: Paul Playdon

### Trama
Banacek esamina la struttura ad alta sicurezza di un museo in cui qualcuno ha battuto il sistema per un libro prezioso di un ricco tiranno autoproclamato, e le sue attenzioni si rivolgono rapidamente alle persone che circondano un uomo paralizzato.

## La più grande collezione che esista
- Titolo originale: The Greatest Collection of Them All
- Diretto da: George McCowan
- Scritto da: Theodore J. Flicker

### Trama
Banacek indaga sulla misteriosa scomparsa di una collezione di dipinti da $ 23 milioni di dollari che doveva essere trasportato da un camion a New York per portarli a Boston.

## Due milioni di vongole per il capitano Jack
- Titolo originale: The Two Million Clams of Cap'n Jack
- Diretto da: Richard T. Heffron
- Scritto da: Stanley Ralph Ross, Shirl Hendryx, Pat Fielder e Richard Bluel

### Trama
Banacek viene incaricata di trovare i milioni di dollari in certificati azionari rubati da un ascensore non-stop.